# Yússuf ibn Àhmad al-Mútaman
Abu-Àmir Yússuf ibn Àhmad ibn Hud al-Mútaman (àrab: أبو عامر يوسف بن أحمد بن هود المؤتمن, Abū ʿĀmir Yūsuf ibn Aḥmad ibn Hūd al-Muʾtaman), més conegut com a Yússuf al-Mútaman fou emir de Saraqusta (1081-1085). Era membre de la dinastia dels Banu Hud i va succeir el seu pare Àhmad al-Múqtadir. La data de l'inici del regnat és dubtosa, ja que s'han trobat algunes monedes del seu pare que estarien datades el 1082 i fins i tot més tard. Fou un erudit que va escriure diverses obres de matemàtiques. Va morir vers el 1085 i el va succeir el seu fill Àhmad al-Mustaín.

## Biografia

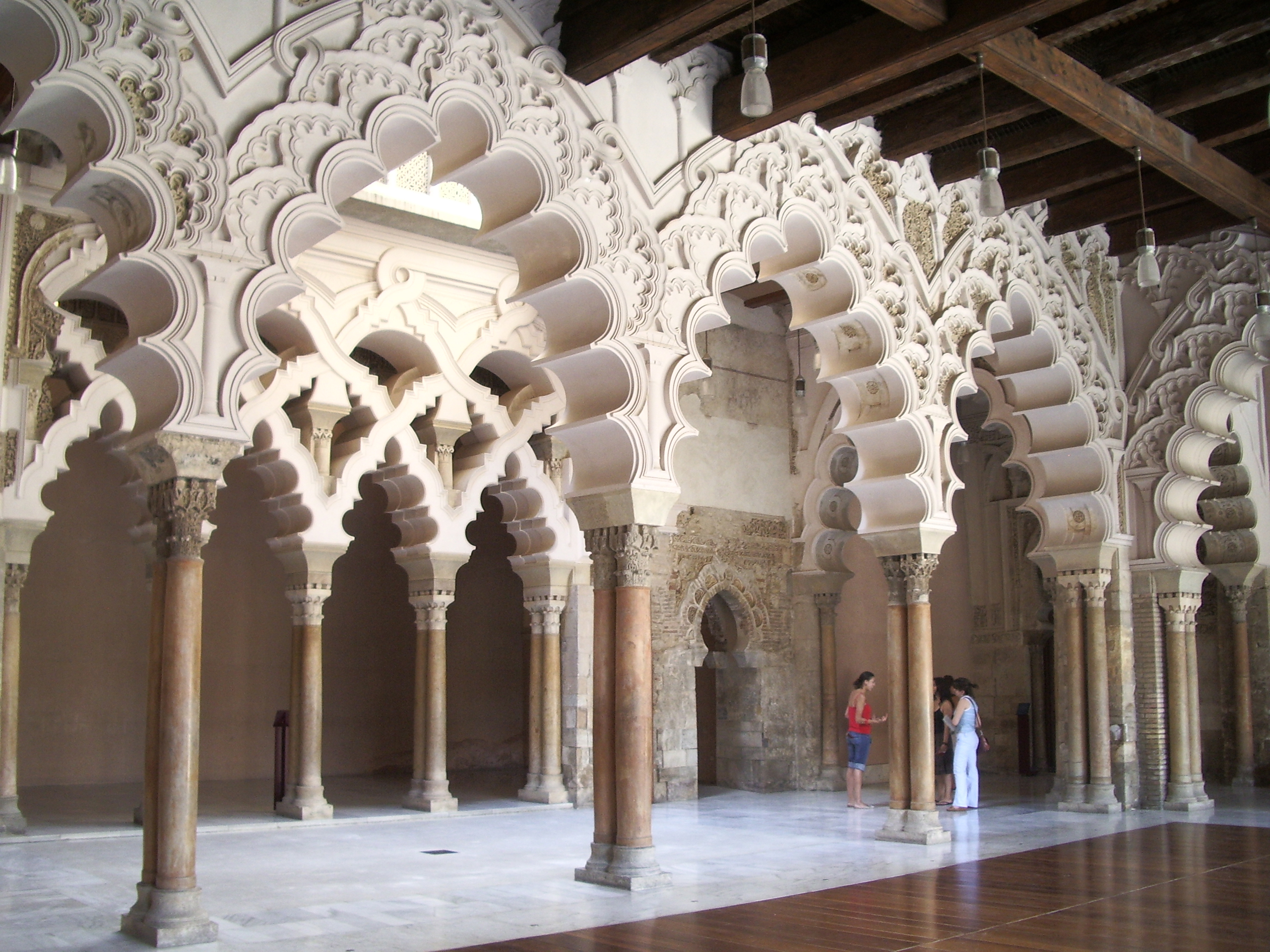
Palau de l'Aljaferia

Yússuf ibn Àhmad al-Mútaman va ser emir de Saraqusta en el seu moment de màxima esplendor, després el puixant regnat del seu pare al-Múqtadir. Va ser, així mateix, un rei erudit, protector de les ciències, de la filosofia i de les arts. Un exemple de rei savi, coneixedor de les matemàtiques —disciplina de la qual va escriure un tractat, el Kitab al-istikmal o Llibre de perfecció (àrab: كتاب الإستكمال, Kitāb al-istikmāl)—, l'astrologia i la filosofia, que va continuar la labor del seu pare al-Múqtadir creant una cort de savis intel·lectuals que tenia com a marc el Palau de l'Aljaferia, anomenat, en aquesta època, el «palau de l'alegria».
Al-Mútaman va heretar d'al-Múqtadir el 1081 la part occidental de l'emirat de Saraqusta, que comprenia Saragossa, Tudela, Osca i Calataiud, i Al Múndir es va quedar amb la zona costanera del regne: Lleida, Montsó, Tortosa i Dénia.

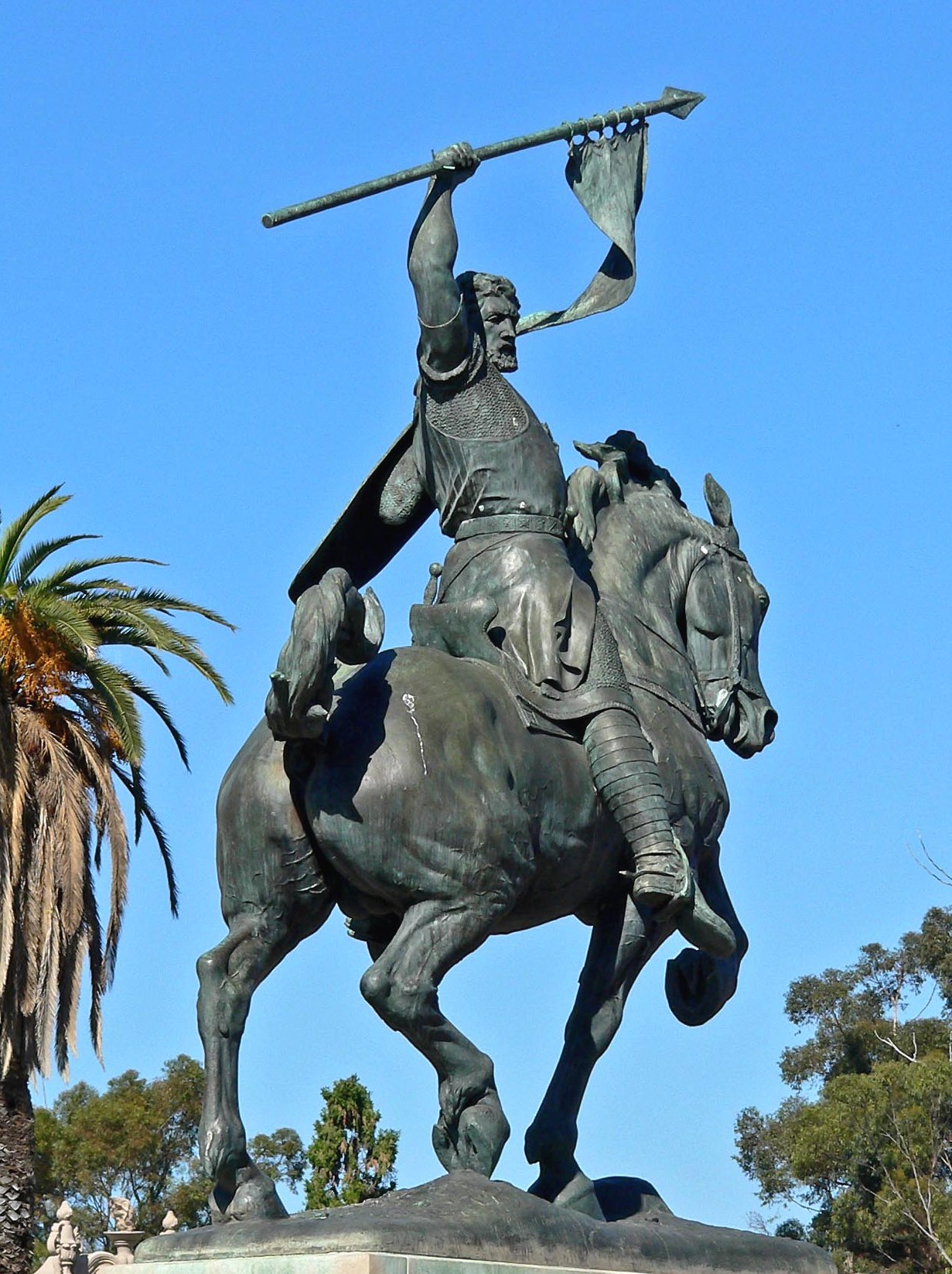
Rodrigo Díaz de Vivar va servir a al-Mútaman durant tot el regnat del monarca húdida.

L'any 1081 l'empenta del rei aragonès Sanç Ramires era considerable, amenaçant les fronteres de l'emirat des del nord. Per resistir-ho, al-Mútaman va comptar amb els serveis de les tropes mercenàries de Rodrigo Díaz de Vivar, que va rebre a més l'encàrrec de reincorporar a Saragossa els territoris orientals del seu parent Mundir, aliat d'Aragó. Els enfrontaments a la franja fronterera van ser constants, però cap va aconseguir reunificar el territori patern.
En aquesta etapa està ben documentat el servei del Cid, bandejat el 1081 de Castella per dur a terme ràtzies en contra dels interessos d'Alfons VI de Lleó a territoris de Toledo, llavors tributari d'aquest rei i que, per això, no havia de ser atacada per tropes castellanes.
El Cid seguiria al servei d'al-Mútaman fins al 1086, moment en què Saragossa va ser assetjada per Alfons VI de Lleó. però en ser rebutjat, va decidir ajudar al-Muqtadir. Si El Cid va trencar els llaços amb al-Mútaman o el seu hereu al-Mustaín a causa d'un conflicte d'interessos personal entre la defensa de Saragossa i el seu senyor natural, per ser el rei de Castella qui l'atacava, o si va ser condonat el seu desterrament, en apreciar Alfonso la utilitat d'aquest cavaller en el seu exèrcit, és quelcom que encara no s'ha esclarit en la seva totalitat.
El Cid va ser capaç de contenir als aragonesos fins a 1083, any en què Sanç Ramires va prendre la línia de fortificacions que protegien les ciutats de la taifa de Saraqusta, com la de Graus,que amenaçava Barbastre; a la zona oriental, Ayerbe, Bolea i Arascués, que posaven en perill a Osca; i Arguedas, que apuntava a la conquesta de Tudela.
Les relacions de Saragossa amb el seu protectorat, València, es van estrènyer mitjançant aliances matrimonials. Però València estava immersa en un complex joc d'aliances. Alfons VI, utilitzant la diplomàcia, va aconseguir que el rei al-Qàdir de Toledo li lliurés la ciutat el 1085 a canvi de la seva ajuda per desbancar de València a Abu Bakr, cosa que va suposar, de fet, la presa de Toledo per al rei de Lleó i Castella. Així, el regne de Saragossa quedava desconnectat de la resta d'Al-Àndalus per la via tradicional que passava pel centre de la península i, des d'aquest moment, la seva comunicació es va veure restringida a la que connectava amb València costejant el llevant. L'any de la pèrdua de Toledo va ser, així mateix, el de la mort d'al-Mútaman.

## Matemàtiques

El teorema de Ceva, descobert per al-Mútaman

L'obra mestra en l'àmbit intel·lectual d'al-Mútaman va ser Kitab al-istikmal (Llibre de la perfecció i de les aparicions òptiques), que a més de ser un compendi de la matemàtica grega d'Euclides i Arquimedes, entre d'altres, i transmetre els ensenyaments de Thàbit ibn Qurra, els Banu Musa i d'Ibn al-Hàytham, introdueix teoremes originals. La seva obra va ser transmesa a través de Maimònides a Egipte, i d'allí es va difondre pel centre d'Àsia. El segle xiv és documentat a Bagdad, tot i que la seva influència no va arribar a Occident.
De la seva obra es conserven dues còpies, la primera va ser trobada a la Biblioteca l'Askeri Müze d'Istanbul el 1985, procedent de la biblioteca del sultà otomà Mehmet II, que va ser heretada pel seu fill Baiazet II. Posteriorment es va trobar una segona còpia al Caire.
Kitab al-istikmal tracta els nombres irracionals, les seccions còniques, la quadratura del segment parabòlic, els volums i àrees de diversos cossos geomètrics o el traçat de la tangent d'una circumferència, entre altres problemes matemàtics.
La primera part de Kitab al-istikmal va superar en extensió als Elements, d'Euclides. En l'obra apareix una proposta de categorització de les matemàtiques en espècies aristotèliques, dividint-les en l'espècie de l'aritmètica, dues per a la geometria i dues més per a estereometria, segons el que ha arribat en l'actualitat.
Al-Mútaman va dur a terme la primera formulació coneguda del teorema de Ceva, que no seria conegut a Europa fins a 1678 en l'obra De lineis rectis del matemàtic italià Giovanni Ceva. El teorema estableix el següent:
| «                               | Sigui ABC un triangle i D, E, F siguin punts als costats BC, CA i AB. Es dibuixen línies rectes AD, BE i CF. Aquestes tres línies són concurrents (es tallen en un punt) si i només si {\displaystyle {\frac {AF}{FB}}={\frac {AE}{EC}}{\frac {CD}{DB}}}. | » |
| — Al-Mútaman, Kitab al-Istikmal | |   |